# 芽室町立上美生中学校
芽室町立上美生中学校（めむろちょうりつ かみびせいちゅうがっこう）は、北海道河西郡芽室町にある公立中学校。

## 概要
上美生地区に位置し、2020年（令和2年）5月1日現在の生徒数は24人。山村留学を行っており、近くにあるふるさと交流センター・やまなみを拠点としている。
また、付近にある上美生小学校と運動会や学習発表会を合同で行っている。

## 沿革
- 1947年（昭和22年）5月1日 - 上美生小学校に併置
- 1995年（平成7年）3月31日 - 2階建て新校舎竣工[7]

## 通学区域
- 芽室町立上美生小学校通学区域[8]

## 進学前小学校
- 芽室町立上美生小学校[8]

## 学校周辺
- 上美生公園
- 上美生郵便局
- 帯広警察署上美生駐在所
- 上美生農村環境改善センター
- 廣證寺
- 芽室町立上美生小学校